# تنیل (جورجیا)
تنیل، جورجیا (به انگلیسی: Tennille, Georgia) یک شهر در ایالات متحده آمریکا با جمعیت ۱٬۵۰۵ نفر است که در جورجیا واقع شده‌است.

## موقعیت جغرافیایی
موقعیت جغرافیایی شهرها و مناطق اطراف به شرح زیر است: